# Ormosia onerosa
Ormosia onerosa là một loài ruồi trong họ Limoniidae. Chúng phân bố ở miền Tân bắc.